# Дуарте, Хосе Наполеон
Хосе́ Наполео́н Дуа́рте Фуэ́нтес  (исп. José Napoleón Duarte Fuentes; 23 ноября 1925 — 23 февраля 1990) — лидер Христианско-демократической партии (ХДП), президент Революционной правительственной хунты Сальвадора с 22 декабря 1980 по 2 мая 1982 и президент Сальвадора с 1 июня 1984 по 1 июня 1989.

## После основания Христианско-демократической партии
В 1960 году стал одним из основателей Христианско-демократической партии.
В 1964 году был в первый раз избран на двухлетний срок мэром Сан-Сальвадора. Этот пост он занимал в 1964—1970, переизбираясь на выборах в 1966 и 1968. Основной целью его администрации было создание новых школ и обеспечение таких необходимых услуг как освещение улиц, канализационные системы и мусорные коллекторы.
На выборах 1972 года Дуарте баллотировался на пост президента от «Национального союза оппозиции», крупнейшей партией которого была ХДП. Когда его избрание на высший пост было почти явным, военные приостановили ход кампании и объявили победителем полковника Артуро Молину.
По сообщениям радиостудии, поддерживавшей переворот, Дуарте был арестован военными. Ему отрезали три фаланги пальцев руки; его били по лицу прикладами винтовок так долго, что правая сторона его челюсти была раздроблена, и он почти потерял один глаз. Через некоторое время Дуарте был изгнан из страны и провел более семи лет в Венесуэле. Был избран вице-президентом Всемирного христианско-демократического союза, затем председателем Христианско-демократической организации Америки.

## Глава Революционной правительственной хунты
3 марта 1980 года он вернулся в Сальвадор во время гражданской войны, присоединился к Революционной правительственной хунте и стал министром иностранных дел. Наряду с Хосе Антонио Моралесом Эрлихом являлся гражданским членом хунты. 22 декабря 1980 года стал главой Революционной правительственной хунты. Дуарте не смог прекратить жестокие репрессии армии и полиции против населения во время пребывания на посту президента, которые были причиной смертей десятков тысяч людей. Идеалистически настроенный Дуарте, критикуемый в потакании режиму террора, отвечал, что эти действия могли бы быть намного хуже, не будь он главой государства. Напряжённо складывались отношения Дуарте с послом США в Сальвадоре Робертом Уайтом.
28 марта 1982 года состоялись выборы в Учредительную ассамблею, на них ХДП заняла первое место, набрав 40,2 % и получив 24 из 60 мест. 29 апреля 1982 года ассамблея избрала президентом главу Центрального резервного банка Сальвадора Альваро Маганья, которому 2 мая 1982 года Дуарте передал власть и ушёл в отставку.

## Президент Сальвадора
23 декабря 1983 года вступила в силу новая Конституция страны. Прямые президентские выборы состоялись в два тура, 25 марта и 6 мая 1984 года. Кандидат ХДП Дуарте занял в первом туре первое место, набрав 43,41 %. Во втором туре он набрал 53,59 %, победив представителя ультраправой партии АРЕНА Роберто д’Обюссона, и стал первым демократически избранным президентом за 50 лет. На парламентских выборах 31 марта 1985 президентская Христианско-демократическая партия получила 52,4 % голосов и 33 из 60 мест.
Дуарте предпринял ряд мер по стабилизации экономики страны, прекращению войны, используя значительную финансовую помощь со стороны Соединенных Штатов Америки. Несмотря на это ему не удалось передать большую часть земельных угодий страны в руки крестьян (это было одной из основных целей его президентского срока) и положить конец действиям эскадронов смерти (с помощью угроз, обещаний безопасности и т. п.), с которыми у власти складывались непростые отношения.
10 сентября 1985 партизанами ФНОФМ были похищены дочь президента Инес Гвадалупе Дуарте Дюран и её подруга. 24 октября 1985 после переговоров с представителями ФНОФМ правительство освободило 22 партизана и разрешило покинуть страну 101 раненому партизану, а ФНОФМ отпустил похищенных им 25 мэров и местных чиновников, а также дочь президента и её подругу.
На очередных президентских выборах в 1989 году Дуарте не участвовал, на них победил кандидат от консервативной партии Националистический республиканский альянс Альфредо Кристиани, которому Дуарте передал власть.
Через несколько месяцев, 23 февраля 1990 года, умер от рака.